# Marc Fleurbaey
Marc Fleurbaey, né le 11 octobre 1961 à Mesnil-Raoul (Seine-Maritime), est un chercheur en sciences sociales interdisciplinaire français, spécialisé en philosophie et économie, philosophie politique, économie du bien-être et économie normative. Chercheur et enseignant depuis 1994 en France, au Royaume-Uni et aux États-Unis, il a été Robert E. Kuenne professeur d’économie et humanités et d'affaires publiques à l’école d’affaires publiques et internationale (en) de l'université de Princeton de 2011 à 2020 avant de revenir directeur de recherche au CNRS à l'École d'Économie de Paris. 
Parmi ses contributions, Fleurbaey a développé l'étude interdisciplinaire autour de la notion de la responsabilité en économie et philosophie, nommée l’éthique de la responsabilité.
Parmi ses engagements publics, il a été membre en 2008 de la Commission Stiglitz sur la mesure de la performance économique et du progrès social, commissionnée par le président de la République, Nicolas Sarkozy. Il a par ailleurs fait partie de l’équipe de rédaction principale pour le groupe de travail III du cinquième rapport d’évaluation (2014) du Groupe d'experts intergouvernemental sur l'évolution du climat (GIEC).

## Biographie

### Formation
Marc Fleurbaey a reçu une formation interdisciplinaire en économie, philosophie et sociologie. Il est diplômé de l’ENSAE ParisTech en 1986. Par la suite, en parallèle de son poste d’administrateur de l’INSEE, il continue à se former et obtient une maîtrise de philosophie de l’Université Paris-Nanterre en 1991. Enfin, il obtient un doctorat en Sociologie, sous la direction de Philippe Mongin, à l’École des hautes études en sciences sociales (1994),,.

### Parcours universitaire
Marc Fleurbaey a été administrateur de l'Insee, professeur d’économie à l’Université de Cergy-Pontoise, à l’Université de Pau, à l’Université Paris-Descartes, Directeur de recherche au CNRS. Il a enseigné un cours de master appelé Normative economics à l'Université d'Aix-Marseille. 
En 2011 il devient professeur d’économie et humanités et d'affaires publiques à la Woodrow Wilson School of Public and International Affairs (en) à l’université de Princeton. Il est également chercheur membre des centres de recherches de l'University Center for Human Values, du Center for Health and Well-Being, du William S. Dietrich II Economic Theory Center et du Princeton Environnemental Institute. 
En 2020 il revient en France comme professeur titulaire d'une chaire en économie et philosophie à l'École d'Économie de Paris.

### Responsabilités
Il a été conseiller à la Banque mondiale, à l’Organisation des Nations unies et à l'OCDE. Il a contribué à plusieurs commissions et rapports nationaux et internationaux sur les sujets de société liés au bien-être, au progrès social, aux politiques publiques et au changement climatique.
Marc Fleurbaey a été rédacteur en chef du journal de philosophie économique, Economics & Philosophy et de Social Choice and Welfare, deux des principales revues en philosophie économique, discipline aussi nommée « économie et philosophie », économie du bien-être et en philosophie politique.

## Recherche

### Économie du bien-être: au-delà du PIB
Dans Beyond GDP. Measuring Welfare and Assessing Sustainability (Oxford University Press, 2013), Fleurbaey et Blanchet questionnent la pertinence des indicateurs les plus populaires (tel l'indice de développement humain et les indices construits sur la base d'enquêtes du bonheur).

### Choix social en contexte d'incertitude
Fleurbaey définit une famille de critères de décision collective qui permet de dissocier l'aversion pour les inégalités sociales (en) de l'aversion pour le risque de la génération actuelle. Cette dissociation permet de donner un meilleur contrôle aux décideurs publics sur l'objet d'évaluation du choix social en ne confondant pas deux phénomènes empiriques distincts : l'aversion pour les inégalités et l'aversion pour le risque.  

### Économie et éthique de la responsabilité
L'économie de la responsabilité développée par Marc Fleurbaey consiste à proposer une formulation économique modélisée de l’éthique de la responsabilité développée par les philosophes politiques dont il fait partie.  

Cette approche est résumée par l'économiste François Maniquet : 

« Selon la formulation de Marc Fleurbaey, l’éthique de la responsabilité consiste en la combinaison de deux principes, le principe de compensation et le principe de rémunération naturelle. Selon le principe de compensation, l’inégalité entre deux personnes qui sont identiques en tout paramètre de responsabilité, c’est-à-dire deux personnes qui ne diffèrent que par les paramètres qui créent des inégalités injustes, doit être éliminée. Selon le principe de rémunération naturelle, deux personnes qui sont identiques en tout paramètre de compensation, c’est-à-dire deux personnes qui ne diffèrent que par les paramètres qui créent des inégalités qui ne sont pas injustes, doivent être traitées de façon identique par la mesure politique mise en œuvre. »

### Philosophie politique
Marc Fleurbaey a questionné la validité normative de la norme d'égalité des opportunités. François Maniquet résume ainsi :

« Si l’on donne les mêmes opportunités à deux membres de la société et que l’un des deux utilise ces opportunités de telle manière qu’il se retrouve entre la vie et la mort, va-t-on s’interdire de prendre un peu de ressources du second pour le sauver sous prétexte que les opportunités ont été égalisées ? Marc Fleurbaey prétend que cela reviendrait à violer les intuitions égalitaristes de départ. Il en déduit qu’avant même de s’occuper d’opportunités, un égalitariste devrait s’intéresser à quelques résultats de base, au premier rang desquels la survie même des individus, et garantir ces résultats de base de façon universelle, quitte à dépenser plus pour certains membres de la société que ce que prescrit l’égalité des opportunités »

## Rapports et Commissions

### Commission Stiglitz-Sen-Fitoussi
Fleurbaey a été membre de la Commission Stiglitz sur la mesure de la performance économique et du progrès social, dont le but était de développer une « réflexion sur les moyens d'échapper à une approche trop quantitative, trop comptable de la mesure de nos performances collectives » et d'élaborer de nouveaux indicateurs de richesse.  
La commission a privilégié dans ses travaux une approche multidimensionnelle et multicausale du bien-être, en utilisant des indicateurs alternatifs de niveau de vie, faisant apparaître des contrastes très marqués dans les domaines de la santé, de l'éducation, des risques du chômage, de la pauvreté ou de la sécurité, ainsi que de la soutenabilité climatique. 

### Publications dans les médias
Fleurbaey publie régulièrement dans différents médias nationaux et internationaux, en français et en anglais, tels que le Huffington Post en français, sa version américaine, Le Monde, Libération,, La vie des idées, La Croix, Project Syndicate,  The Conversation en français et en anglais, The American Prospect, et sur le blog World Economic Forum. Il a également donné des interviews à Nonfiction.fr, El Periódico de Catalunya, La République des Pyrénées.

## Prix et distinctions
- 2024 : Médaille d'argent du CNRS
- 2016: Docteur honoris causa de l’Université catholique de Louvain[34]
- 2014: Prix de la Revue économique[35]

### Principaux ouvrages
Marc Fleurbaey est l'auteur de plusieurs ouvrages de référence[réf. nécessaire]: 
- Marc Fleurbaey et al., Un manifeste pour le progrès social, La Découverte, 2018; (OCLC 1085127000)  (ISBN 2348041758)
- (en) avec François Maniquet, A Theory of Fairness and Social Welfare, Cambridge University Press; (OCLC 892170390)  (ISBN 9780511851971)
- (en) avec Matthew Adler, The Oxford Handbook of Well-Being and Public Policy, Oxford University Press, 2016; (OCLC 968925987)  (ISBN 9780199325818)
- (en) avec Didier Blanchet, Beyond GDP: Measuring Welfare and Assessing Sustainability, Oxford University Press, 2013; (OCLC 940555731)  (ISBN 019976719X)
- (en) avec François Maniquet, Equality of Opportunity: The Economics of Responsibility, World Scientific Edition, 2012, préface par le prix Nobel d'économie Eric Maskin; (OCLC 939929190)  (ISBN 9814368873)

### Principaux articles
Une sélection d'articles de Marc Fleurbaey parmi les plus récents et les plus cités aujourd'hui, d'après google scholar: 
- Adler, M., & Fleurbaey, M. (2018). In Pursuit Of Social Progress. Economics & Philosophy, 34(3), 443-449.
- Fleurbaey, M., & Maniquet, F. (2018). Optimal income taxation theory and principles of fairness. Journal of Economic Literature, 56(3), 1029-79.
- Fleurbaey, M. (2010). Assessing risky social situations. Journal of Political Economy, 118(4), 649-680.
- Fleurbaey, M. (2009). Beyond GDP: The quest for a measure of social welfare. Journal of Economic literature, 47(4), 1029-75.
- Fleurbaey, M., & Schokkaert, E. (2009). Unfair inequalities in health and health care. Journal of health economics, 28(1), 73-90.
- Fleurbaey, M., & Maniquet, F. (2006). Fair income tax. The Review of Economic Studies, 73(1), 55-83.
- Fleurbaey, M. (1995). Equal opportunity or equal social outcome?. Economics & Philosophy, 11(1), 25-55.
- Fleurbaey, M. (1995). Equality and responsibility. European Economic Review, 39 (3-4), 683-689.

## Œuvre détaillée
Marc Fleurbaey a écrit plus de 10 livres et 395 articles de recherche dans des revues internationales d'après Google Scholar. La liste suivante n’est pas exhaustive :

## Publications sur Marc Fleurbaey
- François Maniquet, « Les contributions de Marc Fleurbaey à l’économie et à la philosophie », Revue économique, vol. 68,‎ janvier 2017 (DOI 10.3917/reco.681.0005, lire en ligne)
- (en) Peter Vallentyne, « Théories Économiques de la Justice, Marc Fleurbaey. Economica, 1996, i + 250 pages.Modern Theories of Justice, Serge-Christophe Kolm. MIT Press, 1996, ix + 525 pages », Economics & Philosophy, vol. 14,‎ janvier 1998 (DOI 10.1017/S0266267100005009, lire en ligne)
- (en) Ori Heffetz, « Review of Beyond GDP by Marc Fleurbaey and Didier Blanchet Oxford University Press, Oxford. 2013. xvi+ 306 pp », Economica, vol. 81:324,‎ août 2014, p. 788-789 (DOI https://doi.org/10.1111/ecca.12070, lire en ligne)

- Justice économique